# Xu Jihua
Xu Jihua (chiń. 徐繼華; ur. 14 września 1966) – chiński zapaśnik w stylu wolnym. Olimpijczyk z Seulu 1988, gdzie odpadł w eliminacjach turnieju w kategorii 52 kg.
Jedenasta pozycja na mistrzostwach świata w 1987. Czwarty na igrzyskach azjatyckich w 1986 i szósty w 1990 roku.